# 더블 테이크 (2001년 영화)
《더블 테이크》(영어: Double Take)는 미국에서 제작된 조지 갤로 감독의 2001년 버디 액션 범죄 코미디 스릴러 영화이다. 에디 그리핀, 올랜도 존스 등이 출연하였고, 데이비드 퍼멋 등이 제작에 참여하였다.

## 출연진
- 에디 그리핀
- 올랜도 존스
- 게리 그럽스
- 에드워드 허먼
- 가르셀 보베
- 앤드리아 너베도
- 숀 엘리엇
- 스털링 메이서 주니어
- 베니 니브스
- 대니얼 로벅
- 비비카 A. 폭스
- 브렌트 브리스코
- 테드 화이트
- 브렌트 섹스턴
- 메이 멀란슨

## 기타 제작진
- 공동 제작: 스티브 론지, 프랭크 페시
- 협력 제작: 앨리스 딕슨, 라울 훌리아레비
- 배역: 게일 골드버그, 도나 머롱, 마샤 로스
- 미술: 스티븐 J. 라인위버
- 의상: 섀런 데이비스